# 北山 (枚方市)
北山（きたやま）は、大阪府枚方市の町名。郵便番号は、573-0171。

## 概要
北山は、枚方市内の国道1号沿いの東側、長尾家具町の西側に位置する地名である。もともとは資源確保のための雑木林の山であったが、1990年代前半に雑木林を切り開いて、60坪を超える住宅が立ち並ぶ、新しい住宅街などが開発された。
北山の中心部には大通りがあり、大阪工業大学枚方キャンパスやスーパーマーケットである産直市場よってってなどの施設がある。また国道1号には、大型ショッピングモールであるニトリモール枚方がある。
なお現在のスーパーマーケットは産直市場よってってであるが、かつてはその場所には、スーパーストアナカガワがあった。

## 建築物
- 大阪工業大学枚方キャンパス
- 産直市場よってって枚方北山店 - スーパーストアナカガワ北山店があった場所に開店。
- ディスカウントドラッグコスモス北山店
- 北山中央公園
- 北山南公園
- ポエムノール集会所